# Relaciones Alemania-México
Las naciones de Alemania y México establecieron por primera vez relaciones diplomáticas en 1879 tras la unificación de Alemania. En 1917, el Imperio Alemán propuso una alianza con México durante la Primera Guerra Mundial contra los Estados Unidos escrito en el Telegrama Zimmermann, sin embargo, el telegrama fue descubierto por agentes de inteligencia británicos. Las dos naciones estuvieron dos veces en lados opuestos de los conflictos del siglo XX: primero durante la Guerra Civil Española de 1936 a 1939, y luego durante la Segunda Guerra Mundial de 1942 a 1945. México estableció relaciones con ambas mitades de la Alemania dividida en 1952 y mantuvo la relación después de la reunificación alemana en 1990.
Ambas naciones son miembros de las grandes economías del G-20, las Naciones Unidas y la Organización para la Cooperación y el Desarrollo Económicos.

## Historia

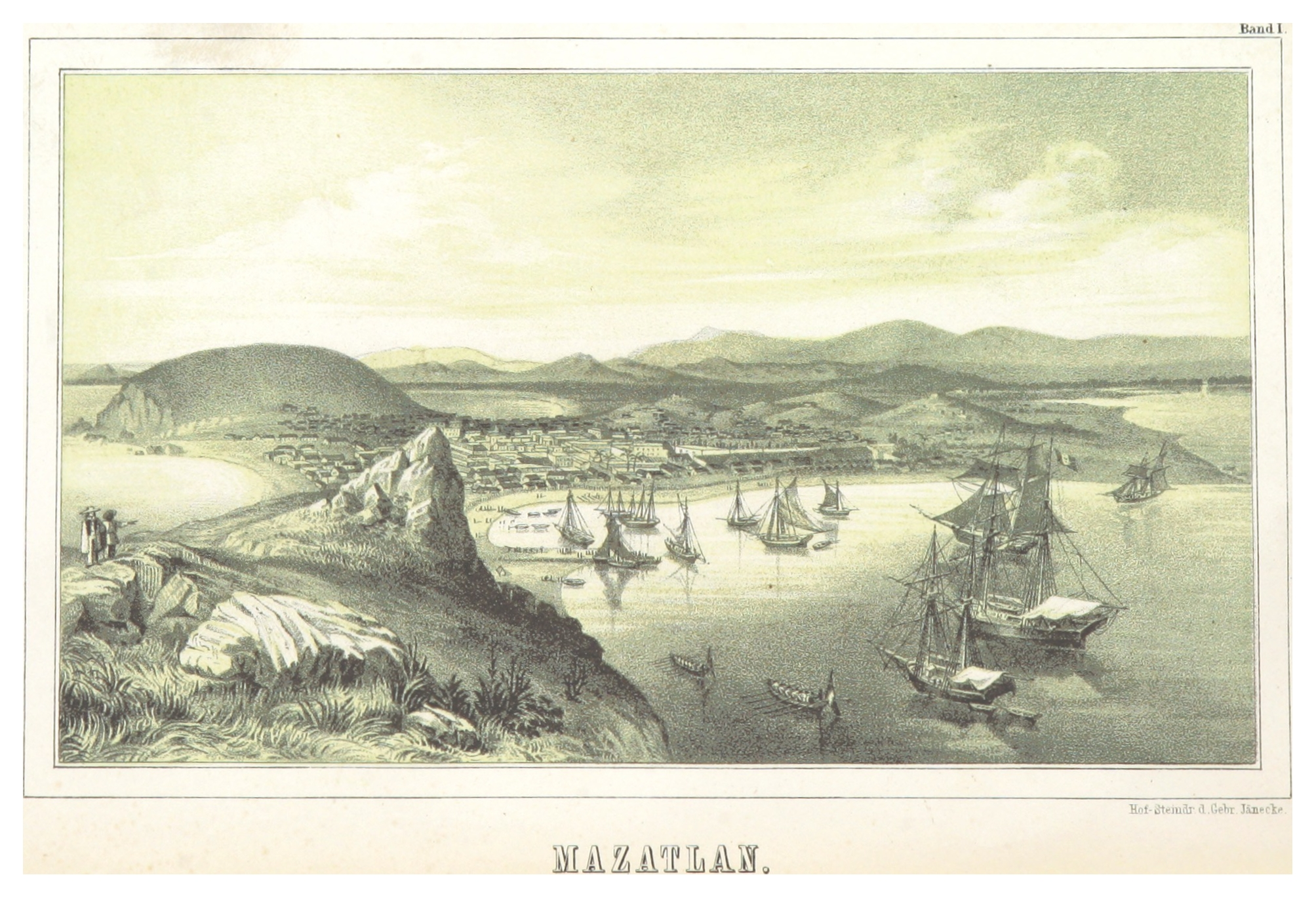
El puerto de Mazatlán dibujado por un migrante alemán. El puerto y la industria cervecera de las ciudades fueron desarrollados por inmigrantes alemanes que vivían allí a principios del

### SigloXIX
Durante los tiempos de México colonial, llegaron al país cleros y técnicos alemanes. Uno de los primeros contactos entre Alemania y México fue a través de la expedición de Alexander von Humboldt quien llegó a México en 1803 y permaneció durante un año mapeando la topografía mexicana y estudiando su cultura e historia.
En el siglo XIX, México había establecido relaciones diplomáticas con algunos estados alemanes. En 1826, Prusia había establecido un representante comercial en México. En 1833, México y asignó un embajador en Berlín a Prusia. Las relaciones diplomáticas entre México y un Alemania unificada se establecieron el 23 de enero de 1879.
Durante el Segundo Imperio Mexicano y el reinado del emperador Maximiliano I de México, los alemanes fueron traídos a México para establecerse en los estados del sur de México, principalmente en Yucatán. En 1890, el presidente  mexicano Porfirio Díaz y el canciller alemán Otto von Bismarck colaboraron para traer 450 familias alemanas al estado mexicano de Chiapas donde se establecieron en la ciudad de Soconusco para desarrollar la industria agrícola de la región. Varios inmigrantes alemanes emigrarían principalmente al norte de México y ayudaron a desarrollar varias ciudades como el puerto de Mazatlán y la industria cervecera de México.

### SigloXX

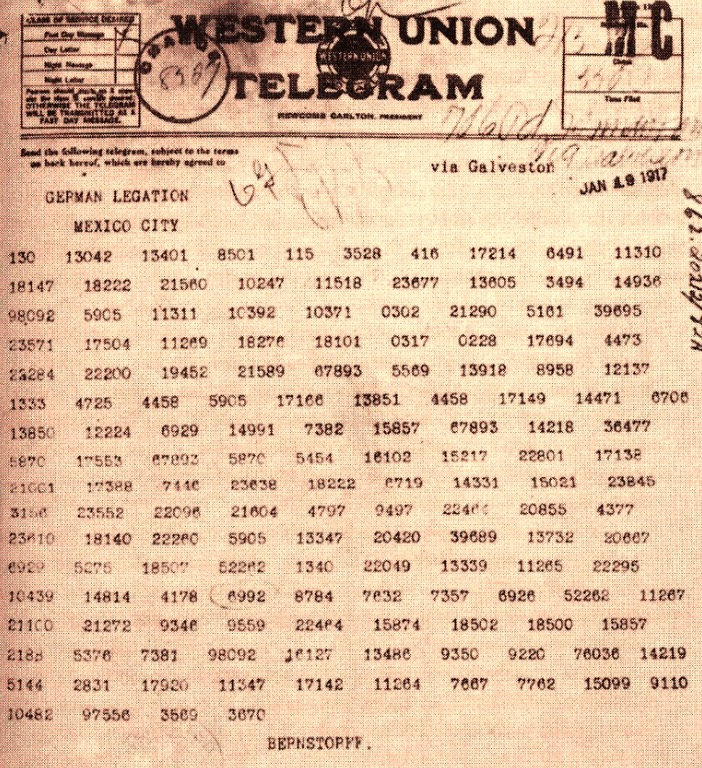
El telegrama Zimmermann.

Durante la Primera Guerra Mundial (1914-1918) México se mantuvo neutral. Durante este tiempo, México estaba preocupado con su Revolución mexicana (1910-1920) que tuvo lugar al mismo tiempo que la Primera Guerra Mundial. En enero de 1917, agentes británicos interceptaron un telegrama enviado al embajador alemán en México, Heinrich von Eckardt, por Arthur Zimmermann, secretario de Estado de Asuntos Exteriores del Imperio alemán. En el telegrama, Alemania propuso a México que si los Estados Unidos entrará a la guerra, México debería unirse y ponerse del lado de los Potencias Centrales. En agradecimiento, y si las Potencias Centrales ganaran, México recuperaría el territorio de Arizona, Nuevo México y Texas que México perdió en su guerra con los Estados Unidos durante la Guerra mexicano-estadounidense en 1848. El telegrama, conocido como el Telegrama Zimmermann fue interceptado cuando el telegrama estaba siendo enviado a la embajada alemana en Washington D. C. para ser reenviado a la Ciudad de México. México finalmente rechazó el telegrama y continuó siendo neutral durante la guerra.
Durante la Guerra civil española (1936-1939), Alemania y México apoyaron a los lados opuestos del conflicto, con México apoyando al Bando republicano y la Alemania nazi apoyando al Bando nacional. Esto puso a Alemania y México uno contra el otro, colocando una interacción en gran medida negativa entre los dos.
El 22 de mayo de 1942, México declaró la guerra a Alemania durante Segunda Guerra Mundial. La decisión de la guerra fue tomada por el presidente  mexicano Manuel Ávila Camacho después de que los alemanes U-Boot destruyeran a dos petroleros mexicanos en el Golfo de México; Potrero del Llano y al Faja de Oro, ambos transportando petróleo crudo a los Estados Unidos. México fue una de dos naciones latinoamericanas que contribuyó soldados durante la guerra (la otra nación siendo Brasil). Las tropas mexicanas lucharon en las Filipinas '(Escuadrón 201) y no en Europa.
Después de la Segunda Guerra Mundial, México mantuvo relaciones diplomáticas con ambos República Federal de Alemania (Alemania Occidental) y la República Democrática Alemana (Alemania Oriental). México estableció una embajada en Berlín para Alemania del Este en 1976 y una embajada en Colonia para Alemania Occidental en 1952, antes de transferir la embajada a Bonn en 1979. En 1963, el presidente mexicano Adolfo López Mateos se convirtió en el primer jefe de Estado mexicano en visitar Alemania (Alemania Occidental). En 1966, el presidente de Alemania Occidental Heinrich Lübke se convirtió en el primer presidente alemán en visitar México.
Después de la reunificación de Alemania en 1990, México estableció relaciones con la República Federal de Alemania y en el año 2000, México trasladó su embajada a su ubicación actual en Berlín.

### SigloXXI
Ha habido varias visitas de alto nivel entre líderes de ambas naciones. En junio de 2017, la canciller alemana, Angela Merkel, realizó una visita oficial a México, en la cual se reunió con el presidente  mexicano Enrique Peña Nieto. Ambos mandatarios reafirmaron la solidez de la relación bilateral, que está basada en los valores compartidos como la democracia, la promoción del libre comercio. Ambas naciones se centraron en la colaboración conjunta en la defensa del multilateralismo, la cooperación para el desarrollo sostenible, la atención del fenómeno migratorio y el combate al cambio climático, entre otros asuntos.
En septiembre de 2022, el presidente alemán Frank-Walter Steinmeier realizó una visita a México y se reunió con el presidente mexicano Andrés Manuel López Obrador. Durante la visita, Steinmeier instó al gobierno mexicano a unirse a Europa para oponerse a la invasión rusa de Ucrania.

## Visitas de alto nivel

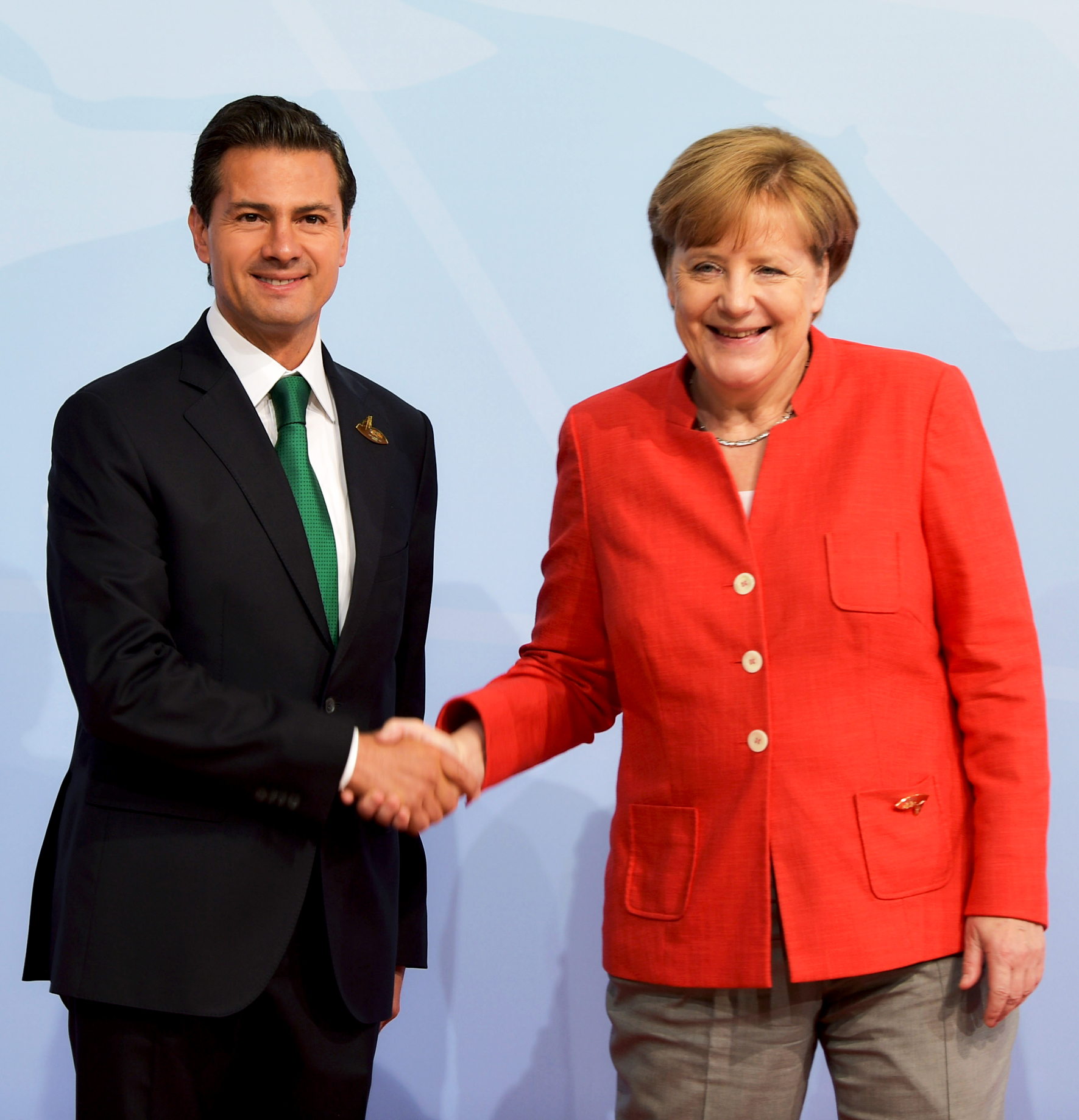
La Canciller alemana, Angela Merkel, junto con el presidente mexicano, Enrique Peña Nieto, reunidos en Hamburgo; julio de 2017.

Visitas de alto nivel de Alemania a México
- Presidente Heinrich Lübke (1966)
- Presidente Walter Scheel (1977)
- Secretario General de Alemania Oriental Erich Honecker (1981)
- Canciller de Alemania Occidental y Alemania unificada Helmut Kohl (1984, 1996)
- Presidente Roman Herzog (1999)
- Canciller Gerhard Schröder (2002)
- Presidente Johannes Rau (2003)
- Presidente Horst Köhler (2004)
- Canciller Angela Merkel (2008, 2012, 2017)
- Presidente Christian Wulff (2011)
- Presidente Frank-Walter Steinmeier (2022)

Visitas de alto nivel de México a Alemania
- Presidente Adolfo López Mateos (1963)
- Presidente Luis Echeverría Álvarez (1974)
- Presidente José López Portillo (1980)
- Presidente Miguel de la Madrid (1985)
- Presidente Carlos Salinas de Gortari (1991)
- Presidente Ernesto Zedillo (1997)
- Presidente Vicente Fox (enero y octubre de 2001, 2003)
- Presidente Felipe Calderón (enero y junio de 2007, 2010)
- Presidente Enrique Peña Nieto (2016, 2017, 2018)

## Galería

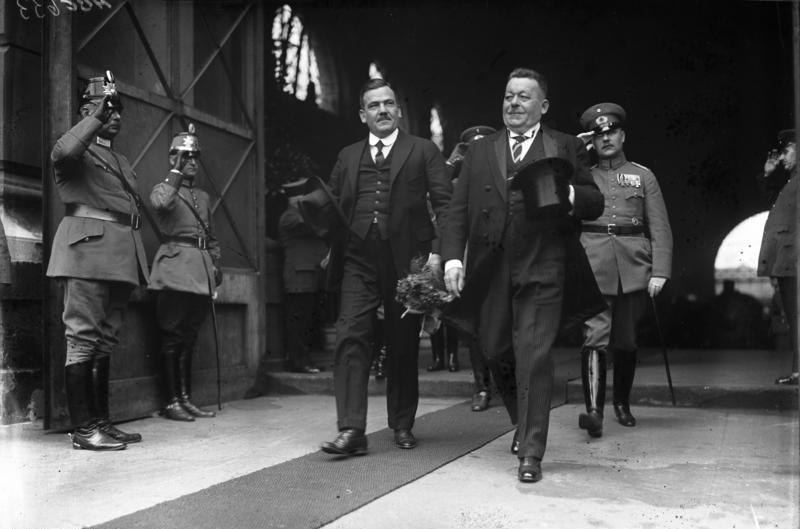
E presidente-electo Plutarco Elías Calles junto con el presidente Friedrich Ebert en Berlín; agosto de 1924.
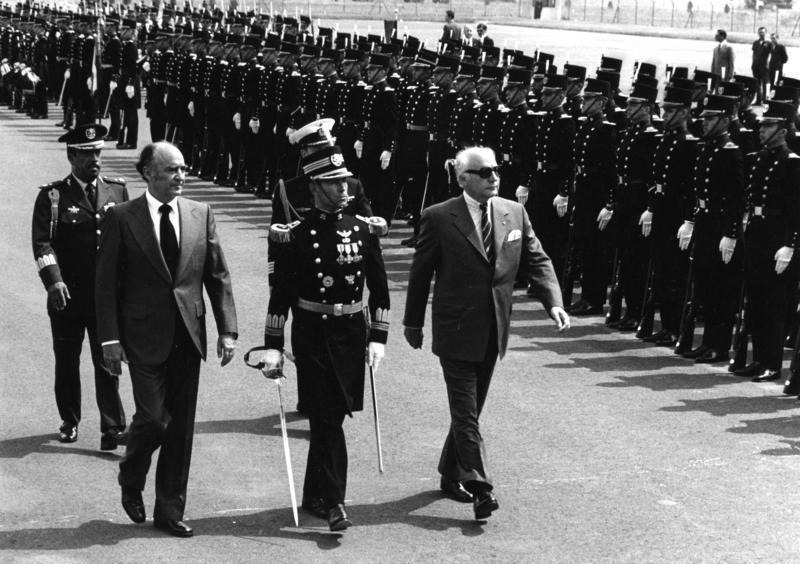
El presidente de Alemania Occidental, Walter Scheel, junto con el presidente José López Portillo, en la Ciudad de México; 1977.
El presidente José López Portillo y el ministros de Asuntos Exteriores de Alemania Occidental Hans-Dietrich Genscher en Cancún; 1981.
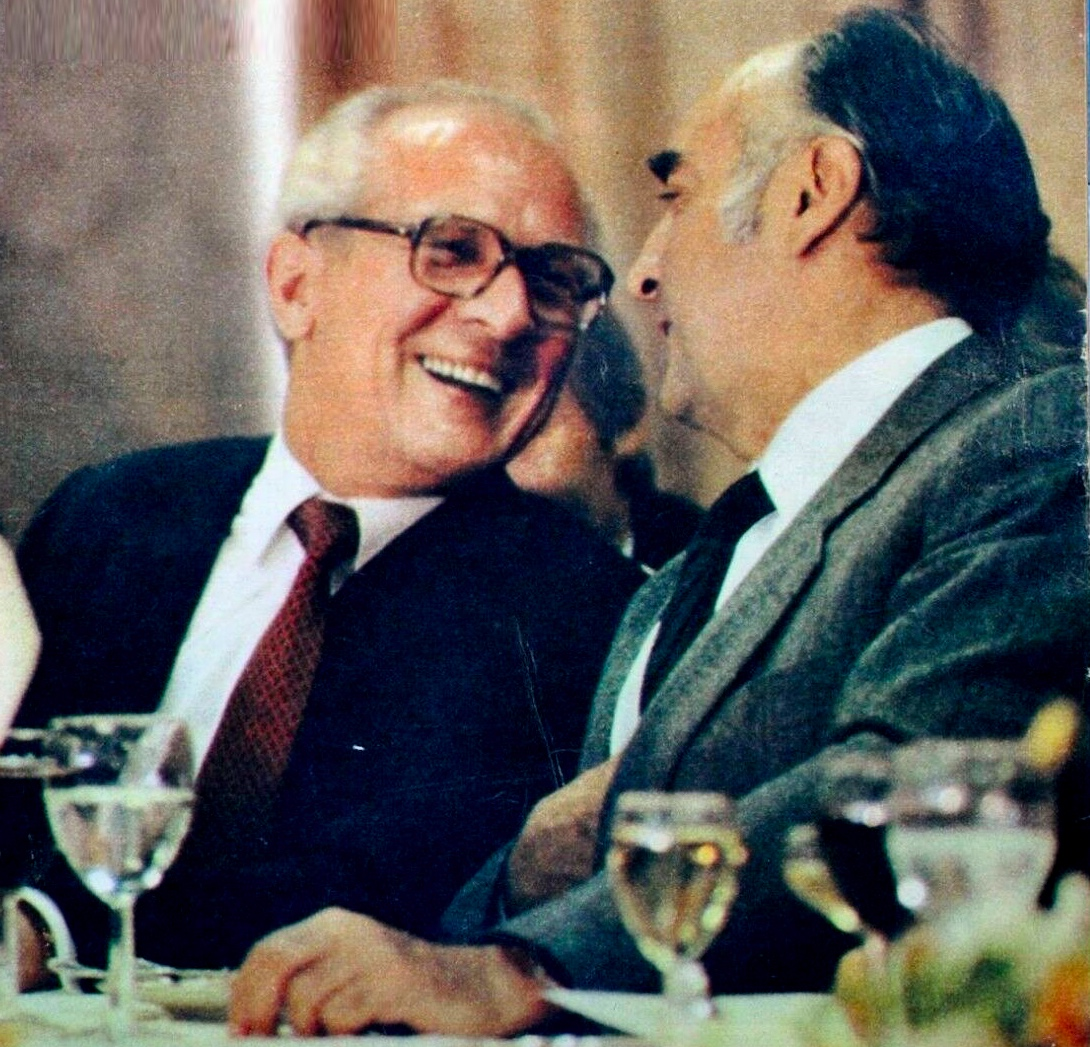
El Secretario General de Alemania Oriental Erich Honecker con el presidente José López Portillo; 1981.
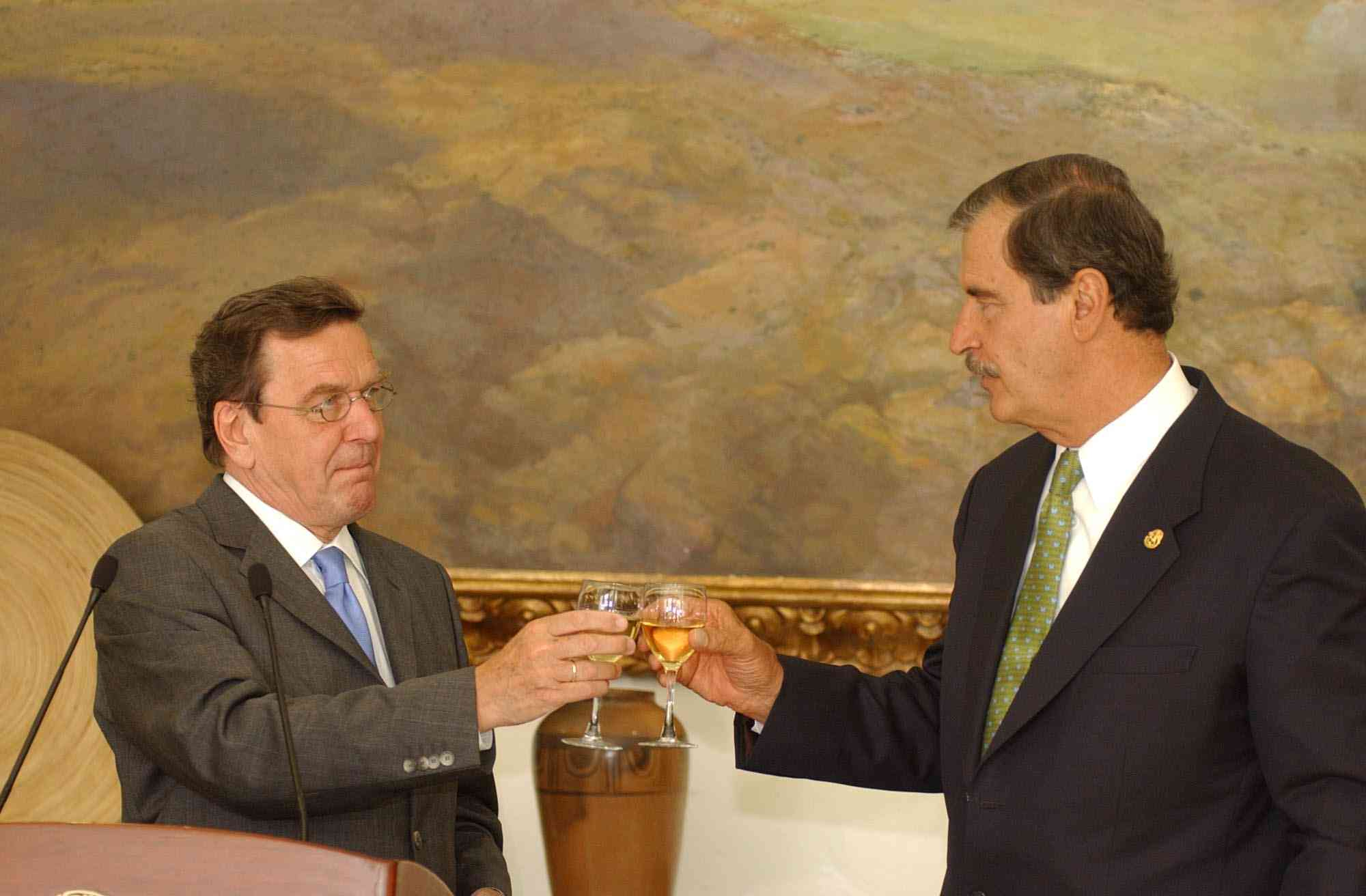
Canciller Gerhard Schröder y el presidente Vicente Fox en la Ciudad de México; 2002.
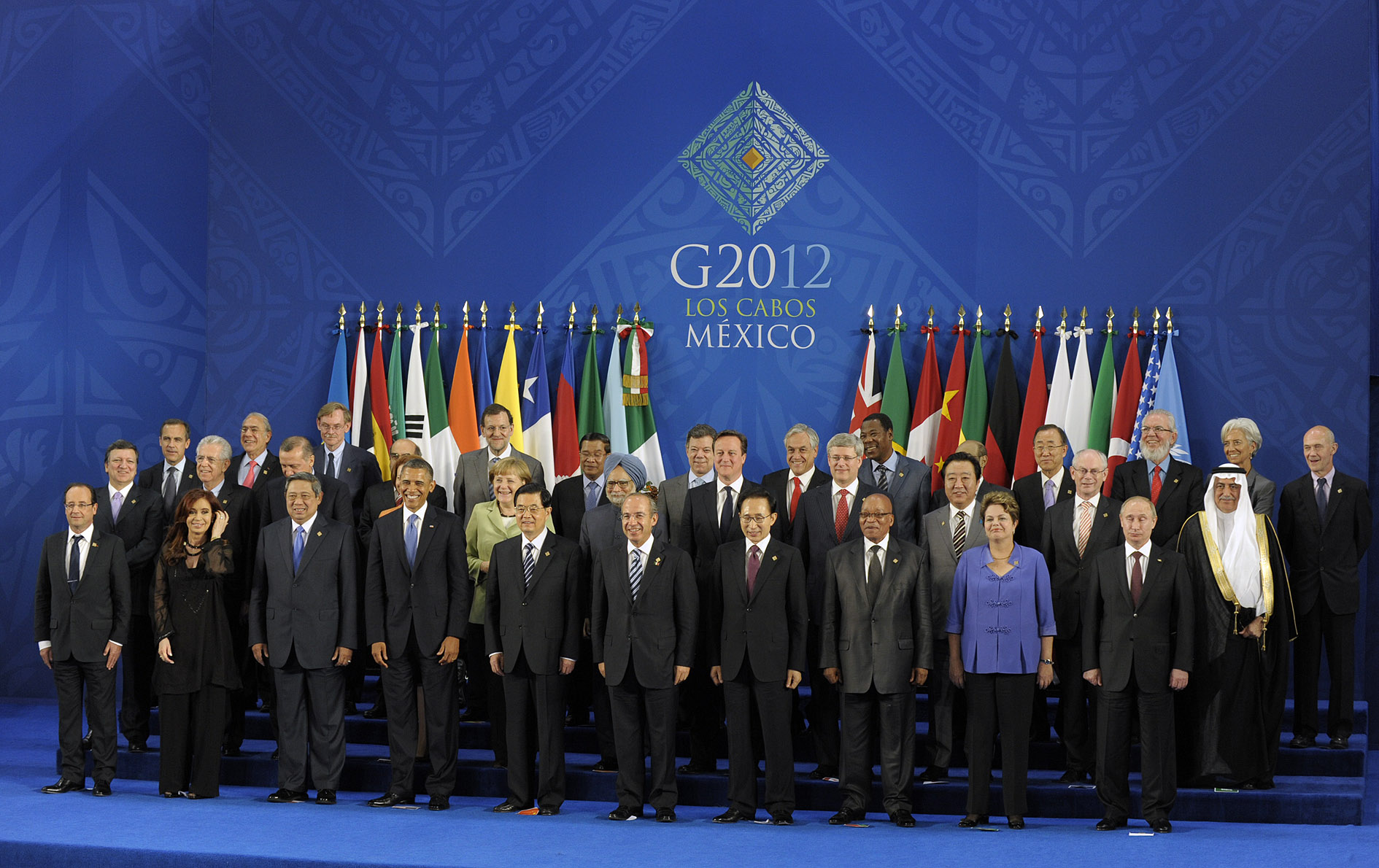
El presidente Felipe Calderón con la Canciller Angela Merkel en Los Cabos; 2012.
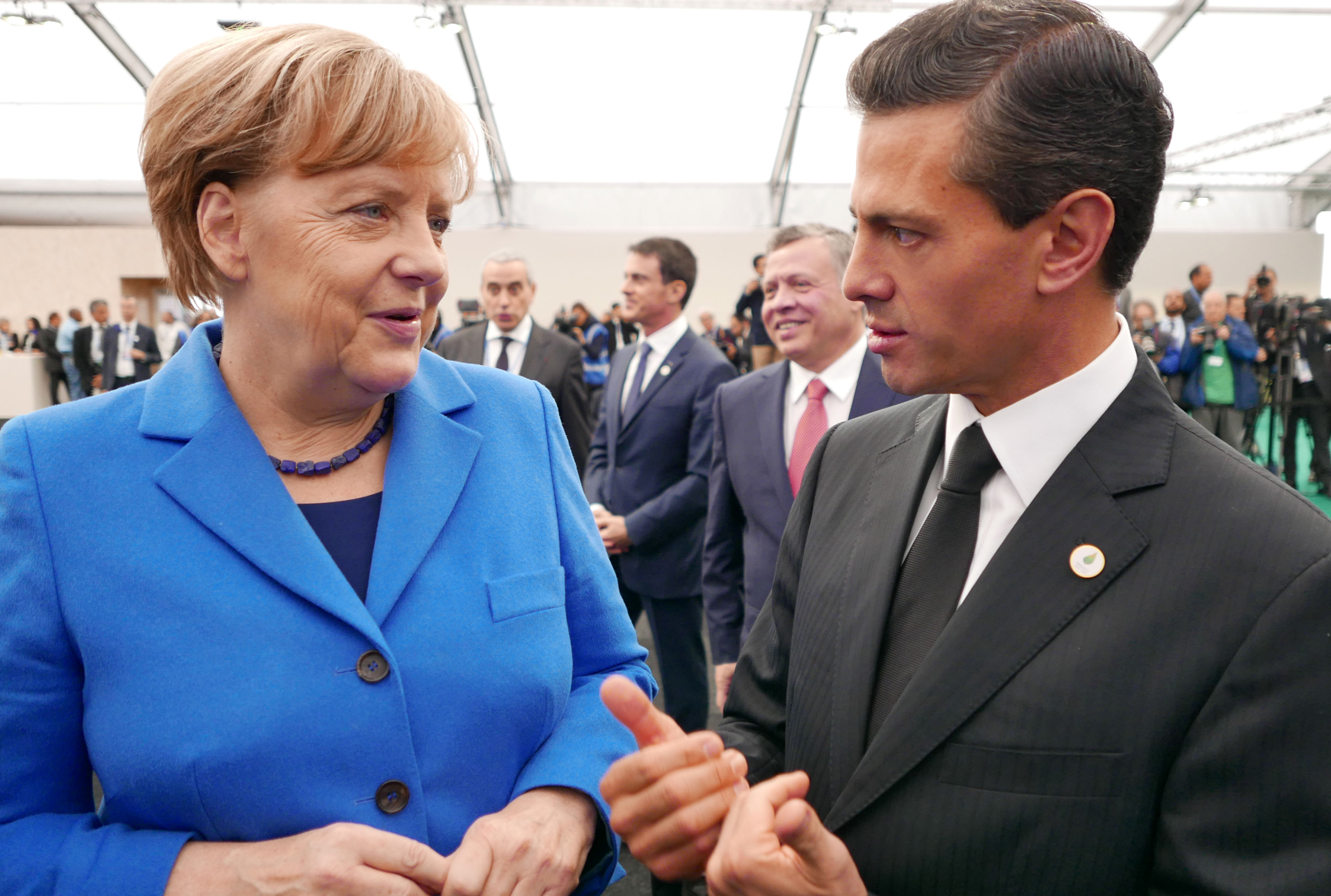
La Canciller Angela Merkel junto con el presidente Enrique Peña Nieto en París; 2015.

## Acuerdos bilaterales
Ambas naciones han firmado varios acuerdos bilaterales, como un Acuerdo para la Protección de los Derechos del Autor de Obras Musicales (1954); Acuerdo sobre reciprocidad en la asistencia jurídica (1956); Acuerdo de transporte aéreo (1967); Acuerdo de Cooperación Científica y Tecnológica (1974); Acuerdo de Cooperación Cultural (1977); Acuerdo de Cooperación entre los gobiernos de ambas naciones (1996); Acuerdo de Cooperación Técnica (1997); Acuerdo sobre la Promoción y Protección Recíproca de Inversiones (1998) y un Acuerdo para Evitar la Doble Imposición y la Evasión Fiscal en Materia de Impuestos sobre la Renta y el Patrimonio (2008).

## Migración
Hay una considerable comunidad de origen alemán en México y varios políticos, periodistas, artistas y actores mexicanos prominentes son de ascendencia alemana. También hay una comunidad Menonitas en México con aproximadamente 100,000 miembros en México de origen predominantemente alemán. Se estima que existen más de un millón de mexicanos con ascendencia parcial alemana, concentrados en su mayoría en el norte del país.

## Transporte
Hay vuelos directos entre ambas naciones con las siguientes aerolíneas: Condor, Discover Airlines y Lufthansa.

## Relaciones comerciales
En 1997, México firmó el Tratado de Libre Comercio entre México y la Unión Europea (lo cual también incluye a Alemania). En 2023, el comercio bilateral entre ambas naciones ascendió a $26.7 mil millones de dólares. Alemania es el mayor socio comercial de México dentro de la Unión Europea y el quinto a nivel mundial. Al mismo tiempo, México es el segundo mayor socio comercial de Alemania en América Latina (después de Brasil). Las principales exportaciones de Alemania a México incluyen: maquinaria, automóviles, así como productos químicos, productos farmacéuticos y técnica médica. Las principales exportaciones de México a Alemania incluyen: automóviles y partes automotrices, así como productos de la industria electrónica.
Hay más de 1.300 empresas alemanas con sede en México. Varias empresas multinacionales alemanas invierten y operan en México, como Audi, Bayer, BMW, Deutsche Bank, Mercedes-Benz, Siemens y Volkswagen (entre otros). Empresas multinacionales mexicanas como Cemex, Grupo Alfa, Nemak y Orbia (entre otras) operan en Alemania.

## Misiones diplomáticas residentes
- Alemania tiene una embajada en la Ciudad de México.[18]
- México tiene una embajada en Berlín[19] y un consulado en Frankfurt.[20]

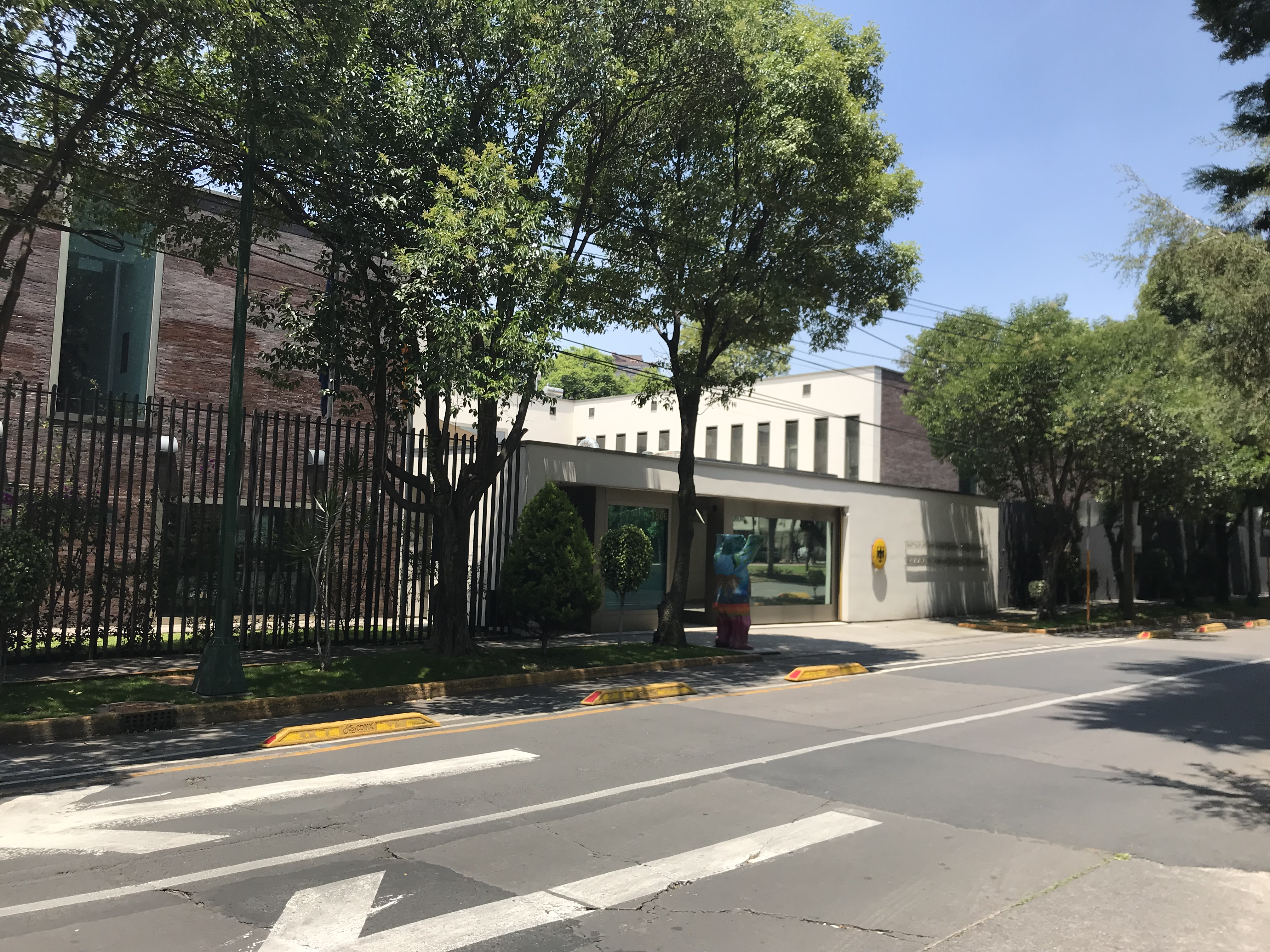
Embajada de Alemania en la Ciudad de México.
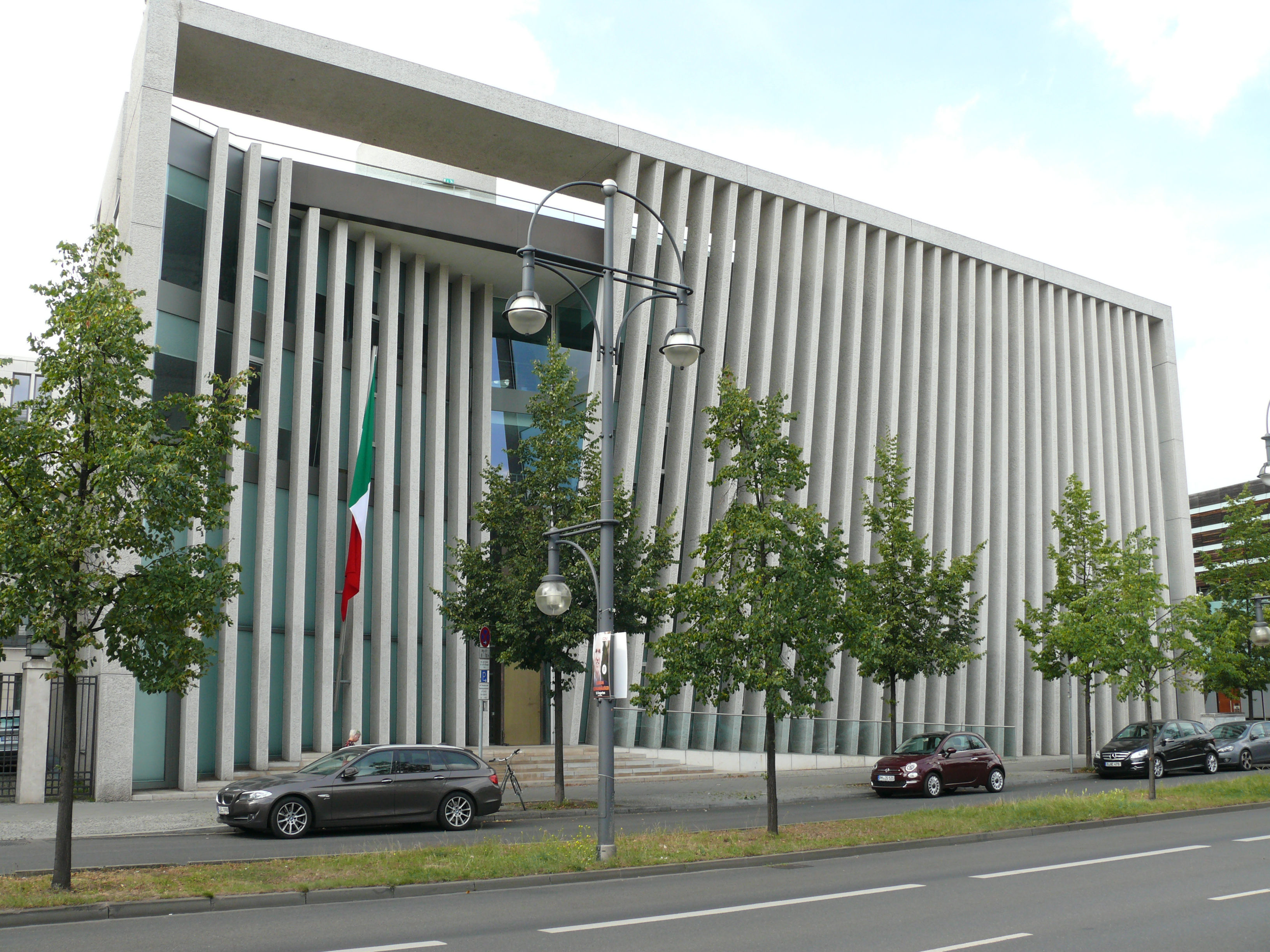
Embajada de México en Berlín.